# Tigranes II
Tigranes II de Grote (Armeens: Տիգրան Մեծ, Oost-Armeens: Tigran Mets, West-Armeens: Dikran Medz, Grieks: Τιγράνης ο Μέγας (r. 95 v.Chr.–55 v.Chr.) (soms Tigranes I) was koning van Armenië.
Onder zijn regering bereikte het land, zij het voor korte tijd, de status van de sterkste staat ten oosten van de zich uitbreidende Romeinse Republiek. Tigranes werd rond 140 v.Chr. geboren en was de zoon of neef van ofwel Artavasdes I of van Tigranes I. Tigranes de Grote stamde uit het Huis der Artaxiaden. Hij was gehuwd met Cleopatra, de dochter van Mithridates VI van Pontus.
Hij was verwikkeld in vele geschillen met zijn tegenstanders zoals de Parthen, de Seleuciden en de Romeinen. Voordat dat zo was had de Orontid-Dynastie macht over Armenië.

## Vroege jaren
Tigranes was tot zijn veertigste een gijzelaar geweest aan het hof van koning Mithridates II van Parthië, die de Armeniërs in 105 v.Chr. verslagen had. Andere bronnen geven overigens een eerdere datum voor deze gebeurtenis (rond 112-111 v.Chr.). Na de dood van de Armeense koning Tigranes I in 95 v.Chr., wist Tigranes zich vrij te kopen door het gebied van de "zeventig valleien" in Atropatene (nu de Iraanse provincie Azerbaijan) aan de Parthen te overhandigen.
Eenmaal aan de macht vond hij dat de basis voor het uitbouwen van het Armeense koninkrijk tot een echt Imperium eigenlijk al gelegd was, dankzij de grondlegger van de Artaxiaden-dynastie, Artaxias I, en zijn opvolgers. Armenië was echter erg bergachtig en dat verdeelde het land in gebieden waar de feodale heren de nakharars de dienst uitmaakten en grotere eenheid verhinderden. Dit zinde Tigranes, die een sterke centrale overheid wenste allerminst. Hij begon daarom eerst zijn macht in eigen land te versterken.
Zo zette hij Artanes, de laatste koning van Armeens Sophene en afstammeling van Zariadres aan de kant.

## Bondgenootschap met Pontus
De Eerste Mithridatische Oorlog (90-85 v.Chr.) vond zijn oorsprong in de troonstrijd van Mithridates VI van Pontus met de schoonzoon van zijn zus, Nicomedes III van Bithynië over Cappadocië. Hij steunde Mithridates VI, die in bezit was van de oostkust van de Zwarte Zee, maar hij zorgde er wel voor niet zelf in de oorlog betrokken te raken.
Hij slaagde erin snel zijn macht te versterken, onder andere door de dochter van Mithridates VI, Cleopatra te trouwen. Tigranes had met Mithridates een overeenkomst dat Armenië zijn invloed verder naar het oosten kon uitbreiden, terwijl Mithridates de Romeinse gebieden in Anatolië en in Europa zou gaan veroveren. Mithridates wilde een versterkt Hellenistisch rijk opbouwen dat met de Romeinse buitengewesten in oosten zou afrekenen. In 88 v.Chr., beschuldigden de Romeinen Mithridates ervan, zo'n 80,000 Romeinse burgers in de Anatolische provincie Asia afgeslacht te hebben.
De Senaat stuurde consul Lucius Cornelius Sulla, om het bevel over het leger tegen Mithridates op zich te nemen. Uiteindelijk sloten Sulla en Mithridates in 85 v.Chr. vrede.

## Oorlogen tegen het Parthische Rijk

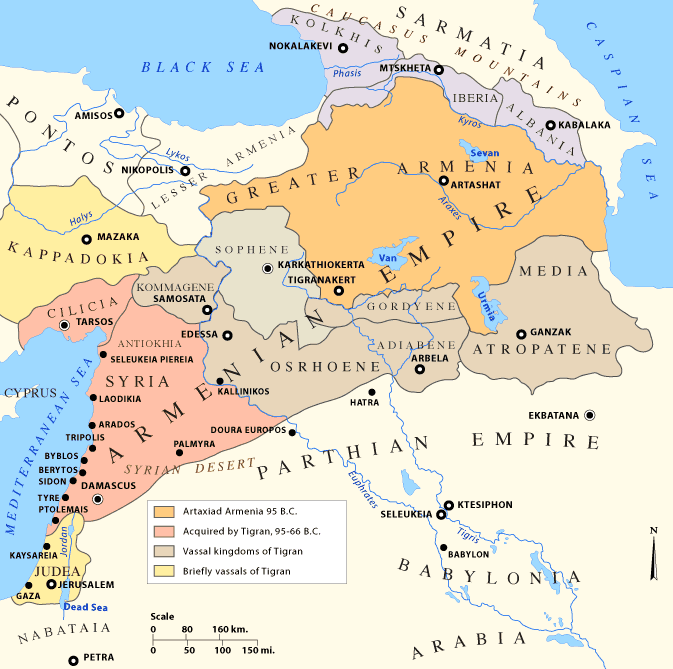
Tigranes the Great's Empire

Na de dood van Mithridates II van Parthië in 88 v.Chr. zag Tigranes zijn kans schoon tegen de anders zo machtige oosterbuur. Het Partische Rijk had te maken met invallen van de Scythen en er was onenigheid over de troonopvolging.
Toen hij de macht overgenomen had, nam hij deze (zeventig) dalen terug en verwoestte het land van de Parthen, het gebied rond Ninus (Ninive) en dat rond Arbela. Hij onderwierp de Atropateniers en de Goryaeers (aan de bovenloop van de Tigris) aan zijn gezag; gewapenderhand nam hij bezit van de rest van Mesopotamië en, na de Eufraat overgestoken te zijn, van Syrië en Foenicie."

## De verovering van het Seleucidenrijk in Syrië
In 83 v.Chr., besloten de Syriërs van het Seleucidenrijk, moe van de lange, bloedige strijd om de troon van het land Tigranes de protector van hun koninkrijk te maken en hem de kroon van Syrië aan te bieden. Tigranes had daar wel oren naar en zette zijn nieuwverworven aanspraken op de troon kracht bij met een veldtocht. Hij veroverde Syrië en Foenicie en maakte daarmee een eind aan het Seleucidenrijk, hoewel enige steden zich tegen hem probeerden te verzetten in naam van Seleucus VII Philometor, die nog een kind was en waarover verder niet veel bekend is. Tigranes verlegde zo de zuidelijke grens van zijn rijk tot aan Ptolemais (het huidige Akko). Veel bewoners van de ingenomen steden werden naar zijn nieuwe hoofdstad Tigranakert (Latin name, Tigranocerta) gedeporteerd.
Op zijn hoogtepunt strekte zo zijn rijk zich uit van de Pontische Alpen (nu in Noordoost-Turkije) tot Mesopotamië, en van de Kaspische Zee tot de Middellandse Zee. Tigranes viel blijkbaar zelfs gebieden binnen tot aan Ecbatana toe en nam de oude titel "koning der koningen" die zelfs de Parthen niet op hun munten voor zich in aanspraak namen.
Veel Westerse schrijvers noemen hem "Tigranes de Grote", een voorbeeld is Plutarchus. De nieuwbakken "koning der koningen" vertoonde zich alleen vergezeld door vier hem bedienende koningen.
Tigranes is de eerste Armeense vorst die munten liet slaan, daarmee de Seleucische traditie overnemend. Zij werden in Antiochië en Damascus geslagen in de tijd dat hij Syrië bezet hield van 83 to 69 v.Chr.. De munten omvatten tetradrachmen en koperen munten en vertonen een portret van hem met een rijkversierde Armeense tiara met oorlappen. De ommezijde heeft een geheel origineel ontwerp, dat een zittende Tyche van Antiochië met de riviergod Orontes aan haar voeten vertoont. Er zijn zelfs een aantal gouden munten van hem bekend.

## Oorlog tegen Rome
Na de nederlaag in Cabira vluchtte Mithridates naar zijn Armeense verwant en bondgenoot. Zo kwam Tigranes uiteindelijk ook in conflict met Rome. Lucullus eiste de uitlevering van Mithridates van Armenië; zo iets was voor Tigranes onverteerbaar. Rollins, in zijn Ancient History, zegt daarover:
"Tigranes, aan wie Lucullus een gezant gestuurd had, had ondanks de bescheiden macht aan het begin van zijn regering deze door een serie successen zodanig weten uit te breiden dat hij nu aangeduid werd met "Koning der Koningen". Na het omverwerpen en vrijwel tot de afgrond brengen van de koninklijke familie, de opvolgers van de grote Seleucus; na herhaaldelijk de trots van de Parthen gekrenkt te hebben en hele Griekse steden Medië ingetransporteerd te hebben, heel Syrië en Palestina veroverd te hebben, en de Arabische Scenites de wet opgelegd te hebben, regeerde hij met een autoriteit die door alle vorsten van Asia gerespecteerd werd. Mensen bewezen hem eer op de wijze van het oosten, tot aanbidding toe."
Op 6 oktober 69 v.Chr. werd Tigranes verslagen door het Romeinse leger van Lucullus in een zware Slag bij Tigranocerta. Niet-Armeense wachters van Tigranocerta hadden Tigranes tijdens de slag verraden door de poorten te openen voor de Romeinen. Tigranes reageerde door 6000 van zijn ruiters de stad in te sturen om zijn vrouwen en zijn bezittingen te redden. De gecombineerde Armeno-Pontische strijdkrachten van Tigranes en Mithridates van 70.000 man ontmoette Lucullus bij de oude hoofdstad Artaxata in de Slag bij Artaxata. Er volgden zware verliezen aan de Romeinse kant, De troepen van Lucullus sloegen driemaal aan het muiten in 68-67 v.Chr. Lucullus kreeg genoeg van het ruige bergterrein. Hij trok zich terug naar het zuiden en plunderde Nisibis dat in handen van een broer van Tigranes was. Lucullus slaagde er niet in de beide koningen in de kraag te vatten. Hij werd teruggeroepen en vervangen door Gnaeus Pompeius.
Tigranes kreeg daarop te maken met zijn jongere zoon (ook Tigranes). De Parthische koning Phraates III had hem uitgerust met een leger, maar verslagen door zijn vader zag hij zich gedwongen zijn heul te zoeken bij de Romeinse generaal Pompeius. Tigranes de Grote slaagde er daarop in het merendeel van zijn verloren gebieden te heroveren en Mithridates keerde naar Pontus terug met 8.000 man.

## Verval
Het rijk van Tigranes was echter niet van lange duur. In 66 v.Chr. drong Pompeius door in Armenië met Tigranes junior, en Tigranes de Grote inmiddels 75 jaar oud gaf zich over. Pompeius behandelde hem echter met respect en gaf hem stukken van zijn koninkrijk terug in ruil voor 6.000 talenten zilver. De ondankbare zoon werd als gevangene teruggestuurd naar Rome.
Tigranes bleef aan als Romeins vazal tot zijn dood in 55 v.Chr.